# روهيت غور
روهيت غور (بالإنجليزية: Rohit Gore)‏ (19 مارس 1977، بونه في الهند)؛ روائي هندي.